# Phenylpropanolamine
Phenylpropanolamine (PPA) là một tác nhân giao cảm được sử dụng như một chất ức chế thông mũi và thèm ăn. Nó thường được sử dụng trong kê đơn và các chế phẩm trị ho và cảm lạnh không kê đơn. Trong thú y, nó được sử dụng để kiểm soát tiểu không tự chủ ở chó.
PPA còn được gọi là -hydroxyamphetamine, và là thành viên của nhóm hóa chất phenethylamine và amphetamine. Nó liên quan chặt chẽ với các cathinones (-ketoamphetamine). Hợp chất tồn tại dưới dạng bốn đồng phân lập thể, bao gồm D- và L-norephedrine và D- và L-norpseudoephedrine. d-Norpseudoephedrine còn được gọi là cathine, và được tìm thấy tự nhiên trong Catha edulis (khat). Các chế phẩm dược phẩm của PPA đã thay đổi thành phần stereoisome ở các quốc gia khác nhau, điều này có thể giải thích sự khác biệt trong việc sử dụng sai và hồ sơ tác dụng phụ. Các chất tương tự của PPA bao gồm ephedrine, pseudoephedrine, amphetamine, methamphetamine và cathinone.
Mặc dù ban đầu được cho là hoạt động như một chất chủ vận trực tiếp của các thụ thể adrenergic, PPA sau đó được phát hiện chỉ có ái lực yếu hoặc không đáng kể đối với các thụ thể này, và thay vào đó được đặc trưng như một chất giao cảm gián tiếp  hoạt động bằng cách gây ra sự phóng thích norepinephrine và do đó kích hoạt giải phóng norepinephrine. thụ thể.
Nó được cấp bằng sáng chế vào năm 1938. Tại Hoa Kỳ, PPA không còn được bán do tăng nguy cơ đột quỵ ở phụ nữ trẻ. Tuy nhiên, tại một số quốc gia ở Châu Âu, nó vẫn có sẵn theo toa hoặc đôi khi không cần kê đơn. Tại Canada, nó đã bị rút khỏi thị trường vào ngày 31 tháng 5 năm 2001. Nó đã tự nguyện rút khỏi thị trường Úc vào tháng 7 năm 2001. Ở Ấn Độ, việc sử dụng PPA của con người và các công thức của nó đã bị cấm vào ngày 10 tháng 2 năm 2011, nhưng lệnh cấm đã bị tư pháp lật ngược vào tháng 9 năm 2011.